# Африка (римска провинция)
 Тази статия е за римската провинция.  За континента вижте Африка.  
Африка (на латински: Africa) е една от провинциите на Римската империя, като територията ѝ обхваща днешен северен Тунис и средиземноморското крайбрежие на западна Либия.
Провинцията е завзета от римляните в 146 г. пр.н.е. след края на Третата пуническа война между Картаген и Рим.
През Античността, терминът Африка се отнася само за западната половина на северното крайбрежие на континента, а източната половина на това крайбрежие е наричано Египет. Пустинните земи на Сахара са като непроницаемо море, поради което вътрешността на континента остава до голяма степен неизвестна.
През 429 г., преминавайки през Испания, в Африка проникват вандалите на Гейзерих. Юстиниан I изпраща успешна морска експедиция срещу тях през 533 г., водена от Велизарий. Вандалското кралство се разпада в рамките на една година, но бунтът на местните маври продължава до 548 г. По време на управлението на Маврикий византийските владения около Картаген са консолидирани в екзархат. След превземането на Египет през 640 – 642 г. арабите започват поход на запад, който завършва на бреговете на Атлантическия океан в началото на осми век. Арабското завоевание унищожава екзархата Картаген, последния остатък от Византия в Африка.
- Възстановка на пунически Картаген с хълма Бирса
- Амфитеатър в Махдия
- Монетосечене в Каратген